# Pragen
Pragen is een bestuurslaag in het regentschap Rembang van de provincie Midden-Java, Indonesië. Pragen telt 1405 inwoners (volkstelling 2010).